# (5230) Asahina
(5230) Asahina (1988 EF) – planetoida z grupy przecinających orbitę Marsa okrążająca Słońce w ciągu 3,72 lat w średniej odległości 2,4 j.a. Odkryta 10 marca 1988 roku.